# Neustädterhof
Neustädterhof ist ein Gemeindeteil der Stadt Obernburg am Main im unterfränkischen Landkreis Miltenberg in Bayern.

## Lage
Die Einöde Neustädterhof befindet sich am Unterlauf der Mömling zwischen dem Obernburger Stadtteil Eisenbach und der Gemeinde Mömlingen. Der Gemeindeteil liegt etwa auf halber Strecke zwischen beiden Orten. Per Auto ist er nur über die Bundesstraße 426 und eine Brücke über die Mömling erreichbar. Aus Richtung Mömlingen und Eisenbach ist die Einöde per Fahrrad und zu Fuß über den 3-Länder-Radweg zu erreichen.

## Geschichte

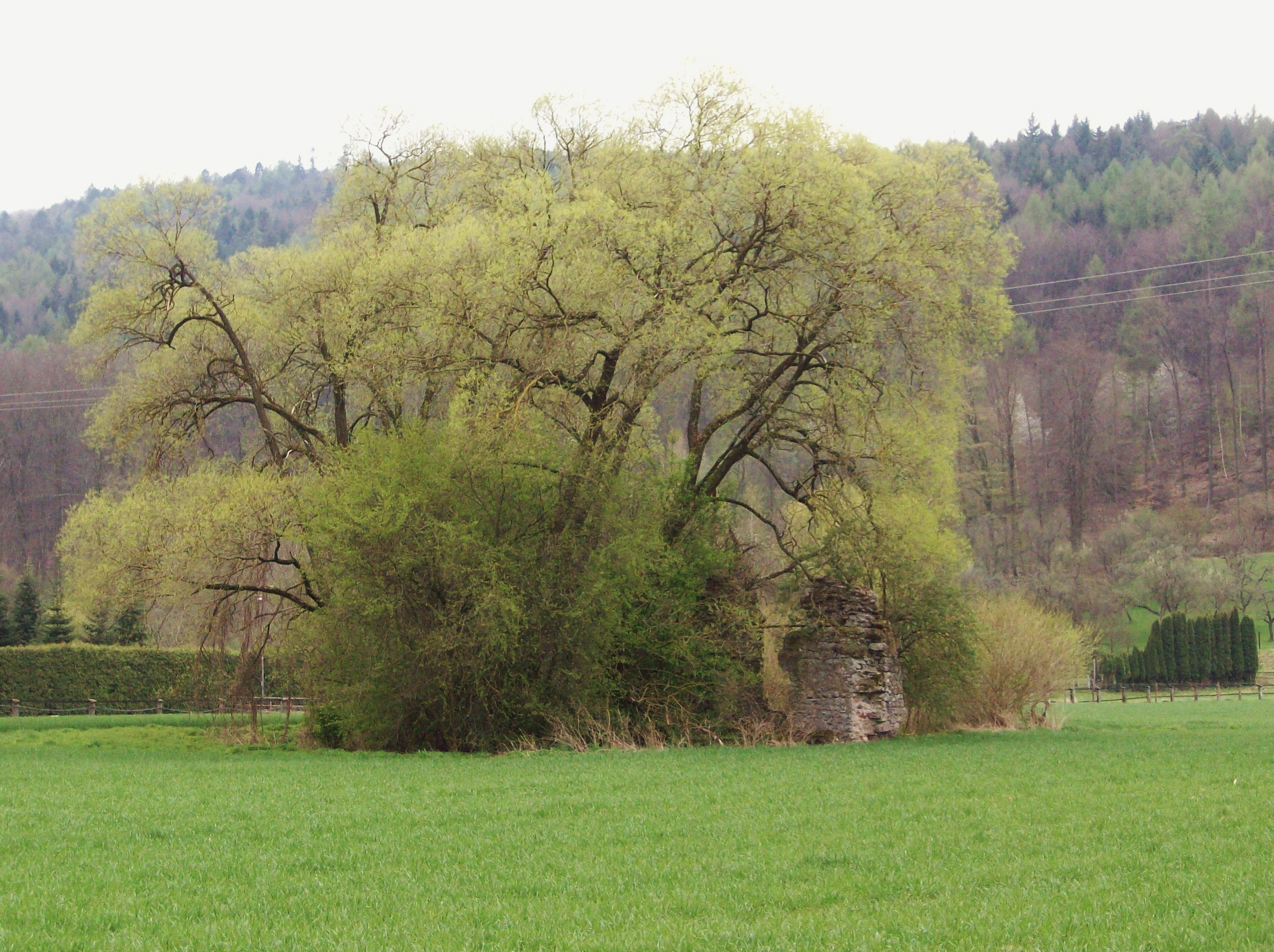
Gehölz mit Resten der Bacheburg östlich von Neustädterhof

Die erste urkundliche Erwähnung der kleinen Siedlung ist aus dem Jahr 1113 überliefert. Damals wurde die Gemeinde mit selbstständiger Gemarkung als Nuwenstat bezeichnet. Bevor Neustädterhof zu dem heute bestehenden Komplex zusammengelegt wurde, bestand die Siedlung aus mehreren Hubengütern. Neustädterhof war bis Anfang des 19. Jahrhunderts eine selbstständige Gemeinde mit eigener Pfarrkirche, ehe es etwa 1830 vom Nachbarort Eisenbach eingemeindet wurde. Die kleine Kirche, das „Mutterkirchlein“, war das geistliche Zentrum für die umliegenden Ortschaften; sie war Johannes dem Täufer geweiht. Die Kirche wurde im Jahr 1864 abgebrochen.
Heute besteht die Einöde Neustädterhof aus einer Ansammlung von Gebäuden, die zu einem Hofgut gehören – daher der Namensbestandteil -hof. Der Haupthof war ein befestigtes Adelsgut, das mit zwei heute nicht mehr vorhandenen Ecktürmen gesichert war. Große Teile des heutigen Gebäudeensembles beherbergen eine Reitschule und Stallungen des Reit- und Fahrvereins Obernburg. Wenige Dutzend Meter in Richtung Mömling, in einem Gehölz inmitten eines Feldes befindet sich die Bacheburg. Sie hat eine historische Verbindung zu Neustädterhof, da der Ort einst im Besitz der Niederadelsfamilie Bache von Neustadt war, die in der Kirche des Ortes ihre Grablege hatte. Die Bache waren ein Zweig des Adelsgeschlechtes Rosenbach. Südwestlich in Richtung des Waldes, nur wenige Meter hinter dem heutigen Hofgut, befand sich der abgegangene Turmhügel Schneirersbuckel, der Vorläufer der Bacheburg.

## Kultur und Sehenswürdigkeiten
Die Ruine der Bacheburg ist ein Kulturdenkmal. Oberirdisch sichtbare Reste der historischen Siedlung Neustädterhof sind nicht mehr vorhanden.